# 文安立
文安立（挪威語：Odd Arne Westad，1960年1月5日—），挪威历史学家，主要研究的是冷战史和当代东亚史。曾任伦敦政治经济学院国际史教授、哈佛大學甘迺迪政府學院李成智美國-亞洲關係講座教授（S.T. Lee Professor of U.S.-Asia Relations），現任耶魯大學伊利胡歷史與全球事務講座教授（Elihu Professor of History and Global Affairs）。他的知名著作有《躁動的帝國：從乾隆到鄧小平的中國與世界》、《决定性碰撞--中国的内战（1946-50）》等。